# Абдурахманов Фуад Гасан-огли
Фу́ад Гаса́н-огли́ Абдурахма́нов (азерб. Fuad Həsən oğlu Əbdürəhmanov; 28 квітня (11 травня) 1915, Шекі, Російська імперія — 15 червня 1971, Баку, Азербайджанська РСР) — азербайджанський скульптор і художник.

## Біографічні дані
У 1935—1940 роках навчався в Академії мистецтв у Ленінграді у Матвія Манізера. Член КПРС від 1962 року.

## Твори
Працював переважно як монументаліст.
- Пам'ятник Нізамі в Кіровабаді (1946).
- Пам'ятник Нізамі в Баку (1949).
- Пам'ятник письменнику Самеду Вургуну в Баку (1961).
- Пам'ятник поету Рудакі в Душанбе (1964).
- Бюсти Чойбалсана та Сухе-Батора (мармур, 1954, усипальниця в Улан-Баторі).
- Статуя «Визволення» (Баку, 1960).
- Статуя «Чабан» (гіпс, 1950; бронза, 1951, Третьяковська галерея).
- Портретний бюст Леніна (мармур, 1955 — Музей історії Азербайджану, Баку).

## Звання, премії
- 1947 — Сталінська премія за пам'ятник Нізамі в Кіровобаді.
- 1949 — обрано членом-кореспондентом Академії мистецтв СРСР.
- 1951 — Сталінська премія за статую «Чабан».
- 1955 — народний художник Азербайджанської РСР.
- Нагороджено двома орденами Знак пошани, 1949, 1960.
- 1966 — Золота медаль Академії мистецтв СРСР.